# Atrazine chlorohydrolase
L'atrazine chlorohydrolase est une hydrolase qui catalyse la réaction :
atrazine + H2O  {\displaystyle \rightleftharpoons }  hydroxyatrazine + chlorure.
Cette enzyme bactérienne participe ainsi à la dégradation de l'atrazine, un herbicide très largement employé. La plupart des herbicides sont en effet plutôt résistants à la dégradation bactérienne, mais les bactéries sont capables d'évoluer et d'acquérir la capacité à métaboliser des nutriments potentiels dans leur environnement. De fait, les bactéries capables de dégrader la mélamine sont généralement incapables de dégrader l'atrazine, bien que ces deux molécules soient structurellement proches. Cependant, certaines d'entre elles ont évolué en devenant capables de métaboliser l'atrazine. La souche ADP de Pseudomonas semble actuellement être la bactérie optimale pour dégrader l'atrazine, qui s'avère être l'unique source d'azote pour cet organisme.